# Aissirimou

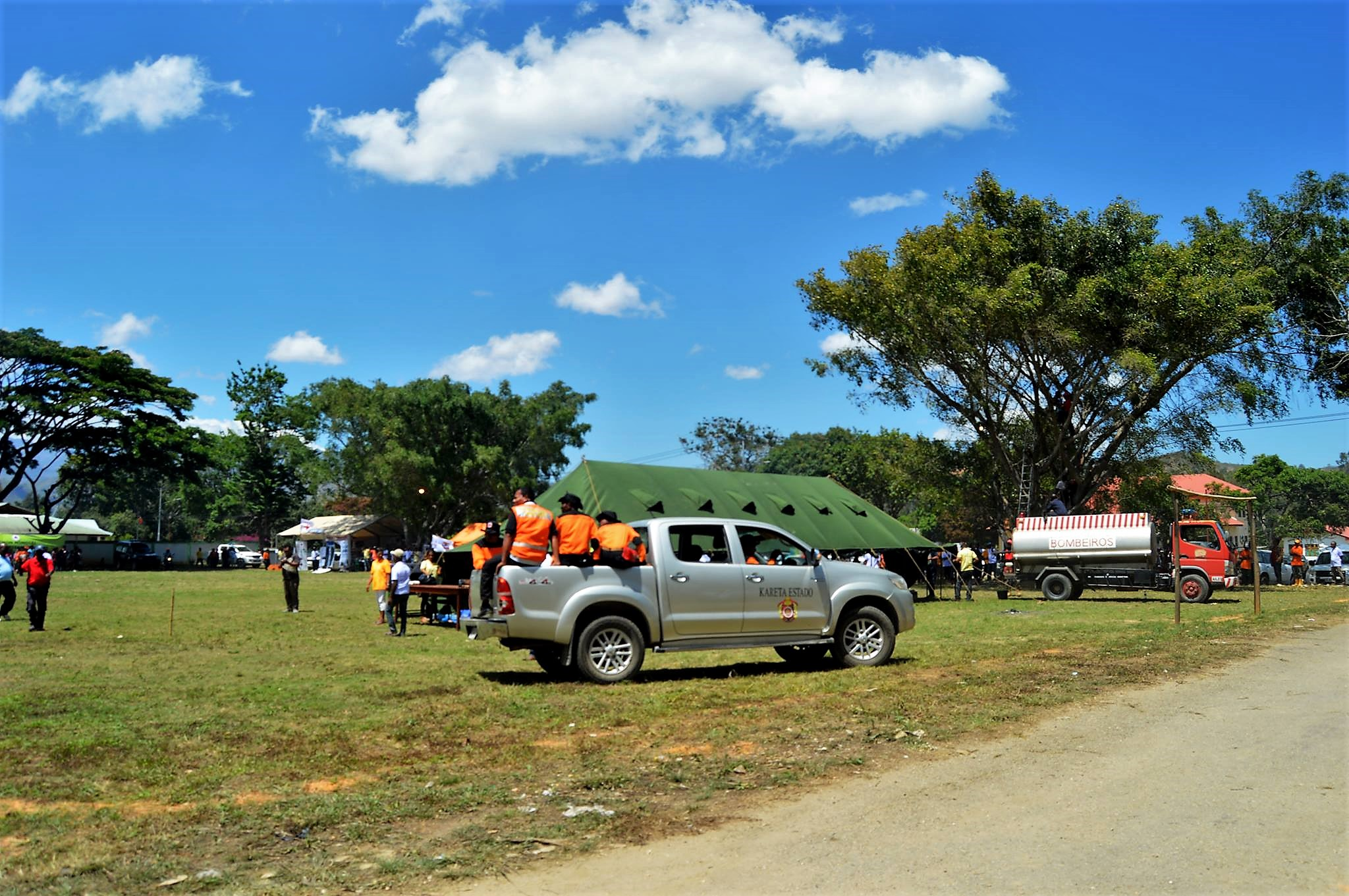
Aissirimou

Aissirimou (em tétum:  Aisirimou ou Aisrimou) é uma aldeia e suco (subdistritos timorenses) situada no posto administrativo de Aileu, no município homónimo, em Timor-Leste. A área administrativa cobre uma área de 29,81 quilómetros quadrados e no momento do censo de 2015, tinha uma população de 2 206 habitantes.

## Aldeias
- Hudi-Laran
- Aitohu-Laran
- Ercoam-Tum
- Bere-Cate
- Besi-Lau[2]